# سوسن قلموني
السوسن القلموني (باللاتينية: Iris antilibanotica) هو أحد أنواع السوسن من الفصيلة السوسنية.

## الموئل والانتشار
ينتشر في بلاد الشام.